# Athroolopha maghrebina
Athroolopha maghrebina là một loài bướm đêm trong họ Geometridae.